# Campionato francese di rugby a 15 1993-1994
Il Campionato francese di rugby a 15 1993-1994 è stato vinto dallo Stade toulousain che ha battuto il Montferrand in finale ottenendo così il suo undicesimo titolo, il primo di una serie di quattro consecutivi.
Ennesima sconfitta in finale per il Montferrand che dovrà attendere il 2010 e l'undicesima finale per la vittoria.

## Formula
Come l'anno precedente vede al via 32 squadre divise in 4 gironi di 8. Le prime 4 sono state qualificate alla fase successiva, denominata "Top 16"
Le altre partecipano ad una poule retrocessione
Il "Top 16", prevedeva 4 gironi di 4 squadre, con le prime due di ogni girone qualificate per i quarti di finale.
Quattro squadre retrocederanno: Stade montois, FC Lourdes, AS Béziers e Lyon OU.

## Fase Preliminare
Le squadre sono indicate in ordine di classifica finale nel girone. In grassetto le ammesse al "Top 16" 
| - Bègles-Bordeaux - Castres - Montferrand - Bayonne - Brive - FCS Rumilly - Nizza - CA Périgueux | - Tolosa - Auch - Grenoble - Dax - Tarbes - Stade dijonnais - Mont de Marsan - Avenir valencien |
| - Agen - Biarritz - Bourgoin - Narbonne - RC Nimes - Pau - Lourdes - SC Graulhet                 | - Perpignan - Racing Parigi - Colomiers - Tolone - SBUC - Montpellier - Béziers - Lyon OU       |

## Top 16
Le squadre sono indicate in ordine di classifica finale nel girone. In grassetto le ammesse ai quarti
| - Tolosa - Narbonne - Bègles-Bordeaux - Colomiers | - Grenoble - Montferrand - Racing Parigi - Biarritz |
| - Tolone - Agen - Bayonne - Auch                  | - Dax - Bourgoin - USA Perpignan - Castres          |

## Play off
| QUARTI DI FINALE |   |          |       |
| Dax              | - | Bourgoin | 18-9  |
| Tolosa           | - | Narbonne | 26-12 |

| in grassetto le qualificate |   |        |       |
| Montferrand                 | - | Tolone | 15-8  |
| Grenoble                    | - | Agen   | 15-11 |

| SEMIFINALI |   |     |       |
| Tolosa     | - | Dax | 30-25 |

| in grassetto le qualificate |   |          |       |
| Montferrand                 | - | Grenoble | 22-15 |

## Finale
| Arbitro: | Marc Desclaux |

| |            | |
| Cazalbou | mt         | Juillet |
| Deylaud | tr         | Pradier |
| Deylaud 3 | c.p.       | Pradier 3 |
| Deylaud 2 | drop       | |
| 15.Joêl Dupuy, 14.Émile N'Tamack, 13.Philippe Carbonneau, 12.Olivier Carbonneau, 11.David Berty, 10.Christophe Deylaud, 9.Jérôme Cazalbou, 8.Albert Cigagna, 7. Régis Sonnes, 6. Jean-Luc Cester, 5. Franck Belot, 4.Hugues Miorin, 3.Claude Portolan, 2.Patrick Soula, 1.Christian Califano - Sostituti : Thomas Castaignède, Ugo Mola, Christophe Guiter, Didier Lacroix, Jean Joanny, Patrick Diniz | Formazioni | Titolari : 15.Gilles Darlet , 14.Raphaël Saint-André, 13.Fabrice Ribeyrolles, 12.Philippe Saint-André, 11.Fabien Bertrand, 10.Éric Nicol, 9.Marc Pradier, 8.Christophe Juillet, 7.Jean-Marc Lhermet, 6.Arnaud Costes, 5.Jean-Philippe Versailles, 4.Éric Lecomte, 3.Christophe Duchêne, 2.Philippe Marocco, 1.Emmanuel Menieu - Sostituti : Olivier Mallaret, Raphaël Chamelot, Ghislain Couchard, Patrick Ladouce, Laurent Romeu, Gaëtan Hery |